# Illtal-Gymnasium Illingen
Das Illtal-Gymnasium Illingen (IGI) ist ein allgemein bildendes Gymnasium in der (sächlichen) Trägerschaft des Landkreises Neunkirchen im Saarland.

## Schulprofil
Die Schülerinnen und Schüler des Illtal-Gymnasiums lernen mindestens zwei moderne Fremdsprachen. Sie beginnen mit Französisch als erste Fremdsprache und lernen ab Klasse 6 Englisch. Im sprachlichen Zweig folgt als dritte Fremdsprache dann in Klasse 8 Spanisch oder Latein, während im mathematisch-naturwissenschaftlichen Zweig Physik als 5. Hauptfach unterrichtet wird.
Zusätzlich besteht die Möglichkeit, den bilingualen Zweig zu besuchen, in dem in den Klassenstufen 5 und 6 ein verstärkter Französisch-Unterricht erteilt wird, dem sich ab der Klassenstufe 7 in weiteren Fächern (Geschichte, Sozialkunde, Erdkunde) französischsprachiger Unterricht anschließt.
Die Klassenstufen 10 bis 12 des Bilingualzuges werden mit dem deutsch-französischen Abitur AbiBac abgeschlossen, das im Juni 2009 zum ersten Mal
abgelegt wurde.
Das IGI unterhält langjährige Schulpartnerschaften mit Tuchów (Polen) und Civray (Département Vienne, Frankreich).

## Geschichte
Die Schule wurde 1966 als neusprachliches Gymnasium unter dem Namen Staatliches Realgymnasium Illingen i. A. (im Aufbau) gegründet, Träger war das Saarland. Sie begann mit 226 Schülern der ersten Klassenstufe 5 und erhielt in jedem Schuljahr eine neue Klassenstufe hinzu. 1971 wurde das heutige Gebäude bezogen. 1973 erfolgte als voll ausgebaute Schule die Umbenennung in Staatliches Realgymnasium Illingen. 1974 entschieden sich die Gremien des Gymnasiums für den Namen Staatliches Illtal-Gymnasium, im selben Jahr wurden die ersten 67 Abiturienten entlassen.
Aufgrund zahlreicher Schulprojekte im Rahmen der Ziele der UNESCO – u. a. des seit 1975 laufenden Schulprojekts Aktion Patenschule bzw. Aktion Palca, das sich der Unterstützung von Drittweltprojekten widmet – wurde das Illtal-Gymnasium 1989 zur ersten saarländischen UNESCO-Schule (später UNESCO-Projektschule) ernannt.
Im Jahre 1992 ging die Schule von der Trägerschaft des Landes in die des Landkreises Neunkirchen über (Name: Illtal-Gymnasium Illingen. Schule des Landkreises Neunkirchen).
Nach einer Unterschriftenaktion unter allen Schulmitgliedern erhielt das IGI 2004 die Auszeichnung SOR-SMC (Schule ohne Rassismus – Schule mit Courage).
Seit 2008 arbeitet das IGI in einem von der EU geförderten Comenius-Projekt mit.
Im sogenannten Abitur-Doppeljahrgang 2008/09 wurden in den beiden Jahrgangsstufen aus dem achtjährigen (G8) und dem neunjährigen Gymnasium zusammen 187 Abiturienten entlassen.

## Schulleiter
- 1966–1968: Alfons Kopper
- 1968–1975: Reinhold Müller
- 1975–1999: Robert Kirsch
- 1999–2007: Peter Geckeis
- 2007–2013: Klaus Lessel
- 2014–2023: Christoph Schreiner[1]
- seit 14. August 2023: Armin Claus[2]

## Bekannte Schüler
Zu den bekannten, ehemaligen Schülern gehören unter anderen:
- Lars Feld (Abitur 1985), Leiter des Walter-Eucken-Instituts, Professor für Wirtschaftspolitik an der Universität Freiburg und von 2011 bis 2021 einer der fünf Wirtschaftsweisen
- Cornelia Hoffmann-Bethscheider, (Abitur 1988), Landrätin des Landkreises Neunkirchen (2011–2015), Präsidentin des Sparkassenverbandes Saar und Patin des Illtalgymnasiums für das Schulnetzwerk Schule ohne Rassismus – Schule mit Courage (seit 2019)[3]
- Stephan Kolling, (Abitur 1991), Staatssekretär im Ministerium für Soziales, Gesundheit, Frauen und Familie des Saarlandes
- Lothar Quinkenstein, (Abitur 1986), Schriftsteller und Übersetzer polnischer Literatur, u. a. Olga Tokarczuk
- Eugen Roth (Abitur 1977), saarländischer SPD-Politiker, Mitglied des Landtags
- Lena Lattwein, (Abitur 2017[4]), Fußball-Nationalspielerin